# Куманины
Куманины — одна из старейших московских купеческих семей.
Куманины вели свой род от монастырских крестьян Переславль-Залесского уезда. Во второй половине XVIII в. они становятся переславскими торговыми людьми. В 1789 г. сыновья умершего переславского купца Алексея Куманина, упорным трудом сколотившего немалый капитал, переселяются в Москву. С течением времени почти все их потомки перешли в дворянство. Семья Куманиных занимала первое место в московском купеческом родословии по числу её членов, возглавлявших Московское городское общественное управление.
Родоначальником московской ветви Куманиных является Алексей Петрович Куманин, переяславский купец. Жена его, Марфа Андреевна (1730—1789), умерла в 1789 году. В том же году её сыновья, Алексей, Василий и Иван Алексеевичи, переселились в Москву, где стали московскими «кошельской слободы» купцами.
- Алексей Алексеевич (1750—1818) стал «первостатейным купцом, коммерции советником, кавалером ордена Св. Владимира 4-й степени (что тогда давало дворянство), бургомистром Московского магистрата (1792—1795) и Московским городским главою» (1811— 1813, во время Отечественной войны). Купец 1 гильдии. Был женат на дочери переславского купца Марии Петровне Столбовой (1754—1820), имел трёх сыновей[1]: 
  - Константин Алексеевич (1785—1852), коммерции советник[2]; был также городским головой (1824—1827); кавалер ордена Св. Анны 2-й степени и ордена Св. Владимира 4-й степени. Купец 1 гильдии. Был женат на Наталье Федосеевне Бородиной (1789—1846), дочери московского купца 1-й гильдии Федосея Андреевича Бородина (1750-1813), в браке было 11 детей. 
    - Александр Константинович (1811—1868), купец 1 гильдии, позже дворянин. Также, являлся почётным гражданином. Был женат на Софье Федоровне Корш (1817—?), дочери московского врача Федора Адамовича Корша (1776-1837).
      - Александр Александрович (1837—после 1916), действительный статский советник, камергер Высочайшего Двора; служил в Московском Главном архиве Министерства иностранных дел.
      - Константин Александрович (1847—1900), потомственный дворянин, присяжный переводчик при Санкт-Петербургском Окружном округе.
      - Валентин Александрович (1852—?), потомственный дворянин, служил дежурным чиновником в Румянцевском музее и имел чин коллежского регистратора. Владел банкирской конторой, был большим любителем театра и сам выступал в труппе Лентовского.
      - Фёдор Александрович (1855—1896), также потомственный дворянин, служил в Московском губернском акцизном управлении, а затем посвятил себя литературной деятельности. Издавал рад журналов: «Артист», «Театрал», «Театральная библиотека», «Читатель» и др.

    - Алексей Константинович (1817—1868), поручик, потомственный дворянин, работал в деле коммерческого образования. Герб коммерции советника Алексея Куманина внесен в Часть 11 Общего гербовника дворянских родов Всероссийской империи, стр. 54. Был женат на дочери дворянина Виргинии Антоновне Раго (1825—1893), имел 7 детей.
      - Константин Алексеевич (1847—1862)
      - Валентин Алексеевич, потомственный дворянин.
      - Наталья Алексеевна (1846—?) была замужем за поручиком князем Василием Николаевичем Гагариным.
      - Татьяна Алексеевна была замужем за Михаилом Ильичем Бибиковым.
      - Елизавета Алексеевна была замужем за Павлом Дмитриевичем Хрущевым.

    - Константин Константинович (1827—1886), потомственный дворянин, надворный советник. По предположению Г.А. Федорова К.К.Куманин мог явиться в какой-то мере прототипом Рогожина в "Идиоте". Был женат на Марии Петровне Веденисовой (1834—1886), племяннице (по матери) Татьяны Александровны Куманиной. Мария Петровна воспитывалась в доме своего опекуна В.А. Куманина, который выдал её замуж за своего племянника.
    - Наталья Константиновна (1809—1834) была замужем за Кириллом Афанасьевичем Кукиным, потомственным почетным гражданином, московским городским головой.
    - Мария Константиновна (1814—1892) была замужем за Петром Федоровичем Веретенниковым (1798–1849), потомственным почетным гражданином, мануфактур-советником, автором сочинений о торговле и промышленности.

  - Александр Алексеевич (1792—1863), потомственный дворянин, муж тётки Ф. М. Достоевского, Александры Фёдоровны (урожд. Нечаевой)[3].
  - Валентин Алексеевич (1793—1863), потомственный дворянин, возглавлял Московское городское общественное управление (1837—1840); был членом Московской мануфактуры и коммерческих советов, директором попечительства о тюрьмах и т. д. Был женат на Татьяне Александровне Москвиной (1798—1865), дочери коммерции советника Александра Осиповича Москвина (1761-1831), у них был единственный сын:
    - Алексей Валентинович (1816—1832)
- Иван Алексеевич (1762—1819), купец 1 гильдии.
  - Пётр Иванович (1793—1865), потомственный почётный гражданин, московский городской голова. Был учредителем богадельни, носящей его имя и находившейся в Москве на Калужской улице.
  - Павел Иванович (1799—1847), купец 1-й гильдии. Был холост.
  - Гордиан Иванович (1800—1854), купец 1-й гильдии. Был женат на Марии Никитичне Крашенинниковой (1809—1839), имел 6 детей. 
    - Петр Гордианович (1826—1866), купец 1-й гильдии. 
      - Сергей Петрович (1854—1892), потомственный почетный гражданин (с 1880)
      - Гордиан Петрович (1855—?), потомственный почетный гражданин (с 1880), купец 2-й гильдии, торговал чаем и винами.
        - Николай Гордианович (1884—1980), окончил Императорское Московское техническое училище (1908); инженер-механик. До 1918 года эмигрировал в Югославию, в 1921-1923 гг. был членом Союза русских инженеров. Затем в эмиграции в США, умер в Пало-Альто близ Сан-Франциско.

    - Николай Гордианович (1827—1890), потомственный почётный гражданин (с 1880); был казначеем городской распорядительной думы и выборным купеческого сословия. На его средства основана Петро-Николаевская богадельня.
      - Василий Николаевич (1855—?), потомственный почетный гражданин (с 1880), торговал чаем под фирмою "Куманин и К°", которую учредил 21 января 1880 года (вкладчики - его двоюродный брат Сергей Петрович Куманин и переславский мещанин Иван Никитич Вязьмин), попечитель Петро-Николаевской богадельни.

    - Митрофан Гордианович (1839—1880), купец 1-й гильдии.

Куманины сыграли определённую роль в судьбе Ф. М. Достоевского: на их деньги он поступил учиться в инженерное училище. Кроме этого, после смерти отца семейства, Михаила Андреевича, они взяли на себя опеку и воспитание его младших детей. Воспитывавшаяся в доме Валентина Алексеевича Куманина сирота Мария Петровна Веденисова, по мнению Г. А. Фёдорова, стала прототипом Настасьи Филипповны в «Идиоте».